# 一般相対性理論における測地線
一般相対性理論において、測地線 (geodesic) は、曲った時空上における、「直線」の一般化である。重力以外の外力を全く受けない粒子の世界線は測地線の一種であり重要である。換言すれば、自由運動、もしくは自由落下をしている粒子は測地線に沿って運動する。
一般相対性理論では、重力は力ではなく曲った時空の幾何からの帰結と考えられ、時空の曲がりの源となっているのは（例えば物質を表わす）応力エネルギーテンソルである。従って、例えば恒星の周りを回る惑星の軌道は曲がった四次元時空上の測地線を三次元空間に投影したものである。

## 数学的表式
完全な形式の測地線方程式を以下に示す。
{\displaystyle {\mathrm {d} ^{2}x^{\mu } \over \mathrm {d} s^{2}}=-\Gamma ^{\mu }{}_{\alpha \beta }{\mathrm {d} x^{\alpha } \over \mathrm {d} s}{\mathrm {d} x^{\beta } \over \mathrm {d} s}}
ここで、s は運動のスカラーパラメータ（例えば固有時）、{\displaystyle \Gamma ^{\mu }{}_{\alpha \beta }\ } はクリストッフェル記号（たまにアフィン接続またはレヴィ・チヴィタ接続とも呼ばれる）で、下付き添字について対称である。ギリシャ文字の添字は [0,1,2,3] の値を取る。左辺の量は粒子の加速度であり、したがってこの方程式は同じ粒子の加速度についての方程式たる、ニュートンの運動方程式に類似したものであると言える。この運動方程式はアインシュタインの縮約記法を用いて書かれており、複数回登場する添字は0から3までの和を取ることとする。クリストッフェル記号は四次元時空座標の関数であり、したがって測地線に沿って運動する試験粒子の速度や加速度その他の特性からは独立である。

## 座標時をパラメータとする等価な数学的表式
ここまで、測地線の運動方程式はスカラーパラメータ s を用いて書かれていた。しかし、座標時 {\displaystyle t\equiv x^{0}} を用いて書き下すことも可能である。（ここで三本線の等号は定義を表わす）。そうすると、測地線の運動方程式は次のように変形される。
{\displaystyle {\mathrm {d} ^{2}x^{\mu } \over \mathrm {d} t^{2}}=-\Gamma ^{\mu }{}_{\alpha \beta }{\mathrm {d} x^{\alpha } \over \mathrm {d} t}{\mathrm {d} x^{\beta } \over \mathrm {d} t}+\Gamma ^{0}{}_{\alpha \beta }{\mathrm {d} x^{\alpha } \over \mathrm {d} t}{\mathrm {d} x^{\beta } \over \mathrm {d} t}{\mathrm {d} x^{\mu } \over \mathrm {d} t}}
測地線の運動方程式のこの表式はコンピュータ計算や、一般相対性理論とニュートン重力を比較する際に便利である。この形式を固有時をパラメータとする形式の測地線の運動方程式から導出するのは連鎖律を用いればすぐに可能である。この方程式の両辺は添字 μ が 0 のときは両辺が零の恒等式になることに気付く。もし、粒子の速度が十分に小さいならば、測地線方程式は次の式に帰着する。
{\displaystyle {\mathrm {d} ^{2}x^{n} \over \mathrm {d} t^{2}}=-\Gamma ^{n}{}_{00}}
ここでローマ字の添字 n は [1,2,3] の値をとる。この方程式は単純に、ある特定の位置と時刻にある全ての試験粒子が一定の加速度を受けることを意味しており、これはニュートン重力における良く知られた性質である。例えば、ISS の周りに浮かぶ物体は全て、重力によって ISS とおおよそ同じ加速度を受ける。

## 等価原理からの直接的導出
物理学者スティーヴン・ワインバーグは、測地線の運動方程式の等価原理からの直接的導出を示した。この導出における最初の一歩は、自由落下座標系 ({\displaystyle X^{\mu }}) においてある世界点の近傍では全ての粒子が加速していないと仮定することである。{\displaystyle T\equiv X^{0}}と定義することにすると、自由落下中には次の方程式が局所的に成り立つと言える。
{\displaystyle {\mathrm {d} ^{2}X^{\mu } \over \mathrm {d} T^{2}}=0}
次の一歩は連鎖律を用いることである。すると、次の方程式を得る。
{\displaystyle {\mathrm {d} X^{\mu } \over \mathrm {d} T}={\mathrm {d} x^{\nu } \over \mathrm {d} T}{\partial X^{\mu } \over \partial x^{\nu }}}
この両辺を時間について微分すると、さらに次を得る。
{\displaystyle {\mathrm {d} ^{2}X^{\mu } \over \mathrm {d} T^{2}}={\mathrm {d} ^{2}x^{\nu } \over \mathrm {d} T^{2}}{\partial X^{\mu } \over \partial x^{\nu }}+{\mathrm {d} x^{\nu } \over \mathrm {d} T}{\mathrm {d} x^{\alpha } \over \mathrm {d} T}{\partial ^{2}X^{\mu } \over \partial x^{\nu }\partial x^{\alpha }}}
前掲の方程式とあわせて、次の方程式が得られる。
{\displaystyle {\mathrm {d} ^{2}x^{\nu } \over \mathrm {d} T^{2}}{\partial X^{\mu } \over \partial x^{\nu }}=-{\mathrm {d} x^{\nu } \over \mathrm {d} T}{\mathrm {d} x^{\alpha } \over \mathrm {d} T}{\partial ^{2}X^{\mu } \over \partial x^{\nu }\partial x^{\alpha }}}
ここで、両辺に次の量をかける。
{\displaystyle {\partial x^{\lambda } \over \partial X^{\mu }}}
すると、次の方程式が得られる。
{\displaystyle {\mathrm {d} ^{2}x^{\lambda } \over \mathrm {d} T^{2}}=-{\mathrm {d} x^{\nu } \over \mathrm {d} T}{\mathrm {d} x^{\alpha } \over \mathrm {d} T}\left[{\partial ^{2}X^{\mu } \over \partial x^{\nu }\partial x^{\alpha }}{\partial x^{\lambda } \over \partial X^{\mu }}\right]}
以前と同じように、{\displaystyle t\equiv x^{0}} と定義する。連鎖律を用いて、パラメータ T を消去してパラメータ t を導入すると、以下のようになる。
（局所座標系 X と一般座標系 x の関係を記述している）角括弧の中の項は一般座標系の関数であるから、（座標時をパラメータに用いた）測地線の運動方程式がこの方程式から直ちに得られる。測地線の運動方程式は、平行移動の概念を用いて導出することもできる。

## 作用積分を通じた測地線方程式の導出
測地線方程式は、最小作用の原理を用いて導出することもできる（そして最も一般的な導出方法である）。
作用を次のように定義する。
{\displaystyle S=\int \mathrm {d} s}
ここで、 {\displaystyle \mathrm {d} s={\sqrt {-g_{\mu \nu }(x)\mathrm {d} x^{\mu }\mathrm {d} x^{\nu }}}} は線素である。ここから測地線方程式を得るには、この作用に変分を加える必要がある。このために、この作用をパラメータ {\displaystyle \lambda } により媒介変数表示することとしよう。すると、以下の方程式が得られる。
{\displaystyle S=\int {\sqrt {-g_{\mu \nu }{\frac {\mathrm {d} x^{\mu }}{\mathrm {d} \lambda }}{\frac {\mathrm {d} x^{\nu }}{\mathrm {d} \lambda }}}}\mathrm {d} \lambda }
これを曲線 {\displaystyle x^{\mu }} について変分を取ると、最小作用の原理により次の方程式が得られる。
{\displaystyle 0=\delta S=\int \delta \left({\sqrt {-g_{\mu \nu }{\frac {\mathrm {d} x^{\mu }}{\mathrm {d} \lambda }}{\frac {\mathrm {d} x^{\nu }}{\mathrm {d} \lambda }}}}\right)\mathrm {d} \lambda =\int {\frac {\delta \left(-g_{\mu \nu }{\frac {dx^{\mu }}{\mathrm {d} \lambda }}{\frac {\mathrm {d} x^{\nu }}{\mathrm {d} \lambda }}\right)}{2{\sqrt {-g_{\mu \nu }{\frac {\mathrm {d} x^{\mu }}{\mathrm {d} \lambda }}{\frac {\mathrm {d} x^{\nu }}{\mathrm {d} \lambda }}}}}}\mathrm {d} \lambda }
より具体的にするため、固有時 τ によって媒介変数表示することにしよう。四元速度は（時間的経路については） -1 に規格化されるので、上式は次の方程式と同等であるといえる。
{\displaystyle 0=\int \delta \left(g_{\mu \nu }{\frac {\mathrm {d} x^{\mu }}{\mathrm {d} \tau }}{\frac {\mathrm {d} x^{\nu }}{\mathrm {d} \tau }}\right)\mathrm {d} \tau }
分配則を用いて、以下のように展開できる。
{\displaystyle 0=\int \left({\frac {\mathrm {d} x^{\mu }}{\mathrm {d} \tau }}{\frac {\mathrm {d} x^{\nu }}{\mathrm {d} \tau }}\delta g_{\mu \nu }+g_{\mu \nu }{\frac {\mathrm {d} \delta x^{\mu }}{\mathrm {d} \tau }}{\frac {\mathrm {d} x^{\nu }}{\mathrm {d} \tau }}+g_{\mu \nu }{\frac {\mathrm {d} x^{\mu }}{\mathrm {d} \tau }}{\frac {\mathrm {d} \delta x^{\nu }}{\mathrm {d} \tau }}\right)\mathrm {d} \tau =\int \left({\frac {\mathrm {d} x^{\mu }}{\mathrm {d} \tau }}{\frac {\mathrm {d} x^{\nu }}{\mathrm {d} \tau }}\partial _{\alpha }g_{\mu \nu }\delta x^{\alpha }+2g_{\mu \nu }{\frac {\mathrm {d} \delta x^{\mu }}{\mathrm {d} \tau }}{\frac {\mathrm {d} x^{\nu }}{\mathrm {d} \tau }}\right)\mathrm {d} \tau }
部分積分を用い、（境界においてゼロとなる）全微分を落とすと、次が得られる。
{\displaystyle 0=\int \mathrm {d} \tau \left({\frac {\mathrm {d} x^{\mu }}{\mathrm {d} \tau }}{\frac {\mathrm {d} x^{\nu }}{\mathrm {d} \tau }}\partial _{\alpha }g_{\mu \nu }\delta x^{\alpha }-2\delta x^{\mu }{\frac {\mathrm {d} }{\mathrm {d} \tau }}\left(g_{\mu \nu }{\frac {\mathrm {d} x^{\nu }}{\mathrm {d} \tau }}\right)\right)=\int \mathrm {d} \tau \left({\frac {\mathrm {d} x^{\mu }}{\mathrm {d} \tau }}{\frac {\mathrm {d} x^{\nu }}{\mathrm {d} \tau }}\partial _{\alpha }g_{\mu \nu }\delta x^{\alpha }-2\delta x^{\mu }\partial _{\alpha }g_{\mu \nu }{\frac {\mathrm {d} x^{\alpha }}{\mathrm {d} \tau }}{\frac {\mathrm {d} x^{\nu }}{\mathrm {d} \tau }}-2\delta x^{\mu }g_{\mu \nu }{\frac {\mathrm {d} ^{2}x^{\nu }}{\mathrm {d} \tau ^{2}}}\right)}
若干整理すると、以下を得る。
{\displaystyle 0=\int \mathrm {d} \tau \delta x^{\mu }\left(-2g_{\mu \nu }{\frac {\mathrm {d} ^{2}x^{\nu }}{\mathrm {d} \tau ^{2}}}+{\frac {\mathrm {d} x^{\alpha }}{\mathrm {d} \tau }}{\frac {\mathrm {d} x^{\nu }}{\mathrm {d} \tau }}\partial _{\mu }g_{\alpha \nu }-2{\frac {\mathrm {d} x^{\alpha }}{\mathrm {d} \tau }}{\frac {\mathrm {d} x^{\nu }}{\mathrm {d} \tau }}\partial _{\alpha }g_{\mu \nu }\right)}
したがって、
{\displaystyle 0=\int \mathrm {d} \tau \delta x^{\mu }\left(-2g_{\mu \nu }{\frac {\mathrm {d} ^{2}x^{\nu }}{\mathrm {d} \tau ^{2}}}+{\frac {\mathrm {d} x^{\alpha }}{\mathrm {d} \tau }}{\frac {\mathrm {d} x^{\nu }}{\mathrm {d} \tau }}\partial _{\mu }g_{\alpha \nu }-{\frac {\mathrm {d} x^{\alpha }}{\mathrm {d} \tau }}{\frac {\mathrm {d} x^{\nu }}{\mathrm {d} \tau }}\partial _{\alpha }g_{\mu \nu }-{\frac {\mathrm {d} x^{\nu }}{\mathrm {d} \tau }}{\frac {\mathrm {d} x^{\alpha }}{\mathrm {d} \tau }}\partial _{\nu }g_{\mu \alpha }\right)}
この方程式を {\displaystyle -{\frac {1}{2}}} 倍すると、
{\displaystyle 0=\int \mathrm {d} \tau \delta x^{\mu }\left(g_{\mu \nu }{\frac {\mathrm {d} ^{2}x^{\nu }}{\mathrm {d} \tau ^{2}}}+{\frac {1}{2}}{\frac {\mathrm {d} x^{\alpha }}{\mathrm {d} \tau }}{\frac {\mathrm {d} x^{\nu }}{\mathrm {d} \tau }}\left(\partial _{\alpha }g_{\mu \nu }+\partial _{\nu }g_{\mu \alpha }-\partial _{\mu }g_{\alpha \nu }\right)\right)}
よって、ハミルトンの原理により次のオイラー＝ラグランジュ方程式を得る。
{\displaystyle g_{\mu \nu }{\frac {\mathrm {d} ^{2}x^{\nu }}{\mathrm {d} \tau ^{2}}}+{\frac {1}{2}}{\frac {\mathrm {d} x^{\alpha }}{\mathrm {d} \tau }}{\frac {\mathrm {d} x^{\nu }}{\mathrm {d} \tau }}\left(\partial _{\alpha }g_{\mu \nu }+\partial _{\nu }g_{\mu \alpha }-\partial _{\mu }g_{\alpha \nu }\right)=0}
逆計量テンソル {\displaystyle g^{\mu \beta }} をかけて、次を得る。
{\displaystyle {\frac {\mathrm {d} ^{2}x^{\beta }}{\mathrm {d} \tau ^{2}}}+{\frac {1}{2}}g^{\mu \beta }\left(\partial _{\alpha }g_{\mu \nu }+\partial _{\nu }g_{\mu \alpha }-\partial _{\mu }g_{\alpha \nu }\right){\frac {\mathrm {d} x^{\alpha }}{\mathrm {d} \tau }}{\frac {\mathrm {d} x^{\nu }}{\mathrm {d} \tau }}=0}
ここに、測地線方程式が得られた。
{\displaystyle {\frac {\mathrm {d} ^{2}x^{\beta }}{\mathrm {d} \tau ^{2}}}+\Gamma ^{\beta }{}_{\alpha \nu }{\frac {\mathrm {d} x^{\alpha }}{\mathrm {d} \tau }}{\frac {\mathrm {d} x^{\nu }}{\mathrm {d} \tau }}=0}
クリストッフェル記号計量テンソルを用いて以下のように定義される。
{\displaystyle \Gamma ^{\beta }{}_{\alpha \nu }={\frac {1}{2}}g^{\mu \beta }\left(\partial _{\alpha }g_{\mu \nu }+\partial _{\nu }g_{\mu \alpha }-\partial _{\mu }g_{\alpha \nu }\right)}
（注意: この導出は、光的および空間的経路についても同様に成り立つ。）

## 何も無い空間に対する場の方程式から運動方程式は得られるか？
アルベルト・アインシュタインは、測地線の運動方程式は何も無い空間に対する場の方程式から、つまりリッチ曲率が零になるという事実から導出できると考えていた。

It has been shown that this law of motion — generalized to the case of arbitrarily large gravitating masses — can be derived from the field equations of empty space alone.  According to this derivation the law of motion is implied by the condition that the field be singular nowhere outside its generating mass points.
—Albert Einstein,Einstein (2003, p. 113)

測地線方程式が重力の特異点を記述する場の方程式から得られるという主張は、しばしば物理学者と哲学者の両方から繰り返されるが、この主張は依然論争の的である。より議論の少ない主張として、場の方程式が流体もしくは塵の運動を決定することと、特異点の運動を決定することとは別であるというものが挙げられる。

## 電荷を帯びた粒子への拡張
等価原理からの測地線方程式の導出仮定において、粒子は局所慣性座標系において加速していないという仮定が置かれていた。しかし、実世界においては、粒子は電荷を帯びているかもしれず、それゆえローレンツ力に従って局所的に加速しているかもしれない。つまり、次のように書ける。
{\displaystyle {\mathrm {d} ^{2}X^{\mu } \over \mathrm {d} s^{2}}={q \over m}{F^{\mu \beta }}{\mathrm {d} X^{\alpha } \over \mathrm {d} s}{\eta _{\alpha \beta }}}
ここで、次の条件を仮定する。
{\displaystyle {\eta _{\alpha \beta }}{\mathrm {d} X^{\alpha } \over \mathrm {d} s}{\mathrm {d} X^{\beta } \over \mathrm {d} s}=-1}
ミンコフスキー計量テンソル {\displaystyle \eta _{\alpha \beta }} は次のように定義される。
{\displaystyle \eta _{\alpha \beta }={\begin{pmatrix}-1&0&0&0\\0&1&0&0\\0&0&1&0\\0&0&0&1\end{pmatrix}}}
これらの三つの方程式を、自由落下する粒子の局所加速度を零とすることの代わりに、一般相対性理論における運動方程式の導出の出発点として用いることができる。ミンコフスキー計量テンソルが関わっているので、一般相対性理論において計量テンソルと呼ばれるものを導入する必要がある。計量テンソル g は対称で、自由落下の際には局所的にはミンコフスキー計量テンソルに帰着する。結果として、運動方程式は次のようになる。
{\displaystyle {\mathrm {d} ^{2}x^{\mu } \over \mathrm {d} s^{2}}=-\Gamma ^{\mu }{}_{\alpha \beta }{\mathrm {d} x^{\alpha } \over \mathrm {d} s}{\mathrm {d} x^{\beta } \over \mathrm {d} s}\ +{q \over m}{F^{\mu \beta }}{\mathrm {d} x^{\alpha } \over \mathrm {d} s}{g_{\alpha \beta }}}
ここで、次の条件を課した。
{\displaystyle {g_{\alpha \beta }}{\mathrm {d} x^{\alpha } \over \mathrm {d} s}{\mathrm {d} x^{\beta } \over \mathrm {d} s}=-1}
この最後の方程式は粒子が時間的測地線に沿って運動していることを示している。質量のない光子のような粒子では、代わりにヌル測地線（右辺の −1 を 0 で置き換えたもの）に沿うことになる。後者を固有時について微分し、クリストッフェルの公式
{\displaystyle \Gamma ^{\lambda }{}_{\alpha \beta }={\frac {1}{2}}g^{\lambda \tau }\left({\frac {\partial g_{\tau \alpha }}{\partial x^{\beta }}}+{\frac {\partial g_{\tau \beta }}{\partial x^{\alpha }}}-{\frac {\partial g_{\alpha \beta }}{\partial x^{\tau }}}\right)}
を用いることによりこれら二つの方程式が互いに矛盾していないことを示すことができるのは重要である。この方程式は電磁場を含んでいないので、電磁場が零になる極限でも適用可能である。上付き添字のついた g は、計量テンソルの逆を意味する。一般相対性理論では、テンソルの添字の上げ下げは、計量テンソルおよびその逆と縮約することにより行われる。

## 停留世界間隔を与える曲線としての測地線
二つの世界点を結ぶ測地線は、この二点間を停留世界間隔（四次元的「長さ」）で繋ぐ曲線であると説明することもできる。ここで、停留とは変分法において使われるのと同じ意味で用いられている。つまり、測地線近傍の曲線の中で、測地線に沿った世界間隔が停留値になるという意味である。
ミンコフスキー時空では、時間的に隔たった、任意の二つの世界点を繋ぐ時間的測地線はただ一つ存在し、測地線は二つの世界点を極大の固有時間をかけて繋ぐような曲線である。しかし、曲った時空の場合、遠く隔った世界点同士を繋ぐ時間的測地線は、一つ以上存在する可能性がある。そのような場合、様々な測地線に沿った固有時間は一般的には等しくならない。そして、この場合は測地線に沿った固有時間は極値とならない場合もありうる。
二つの世界点を結ぶ空間的測地線については、その固有長はつねに、ミンコフスキー時空の場合でさえ極値をとらない。ミンコフスキー時空では、ある慣性系において二つの事象が同時であるとき、二つの世界点をその事象の起こる時刻において繋ぐ直線が測地線である。その測地線からその慣性系において空間的にのみ異る（つまり、時間座標を変えない）任意の曲線はその慣性系においてその測地線よりも長い固有長を持つが、その慣性系において時間的にのみ異る（つまり空間座標を変えない）任意の曲線は、測地線よりも短い固有長を持つ。
時空上の曲線に沿った世界間隔は次のような表式で書ける。
{\displaystyle l=\int {\sqrt {\left|g_{\mu \nu }{\dot {x}}^{\mu }{\dot {x}}^{\nu }\right|}}\,\mathrm {d} s}
これに対応するオイラー・ラグランジュ方程式は、次のように得られる。
{\displaystyle {\mathrm {d}  \over \mathrm {d} s}{\partial  \over \partial {\dot {x}}^{\alpha }}{\sqrt {\left|g_{\mu \nu }{\dot {x}}^{\mu }{\dot {x}}^{\nu }\right|}}={\partial  \over \partial x^{\alpha }}{\sqrt {\left|g_{\mu \nu }{\dot {x}}^{\mu }{\dot {x}}^{\nu }\right|}}}
ここから少し計算することにより、次が得られる。
{\displaystyle 2(\Gamma ^{\lambda }{}_{\mu \nu }{\dot {x}}^{\mu }{\dot {x}}^{\nu }+{\ddot {x}}^{\lambda })=U^{\lambda }{\mathrm {d}  \over \mathrm {d} s}\ln |U_{\nu }U^{\nu }|}
ここで、 {\displaystyle U^{\mu }={\dot {x}}^{\mu }} とおいた。
パラメータ s をアフィンとなるように選ぶと、上式の右辺は消去できる（ {\displaystyle U_{\nu }U^{\nu }} は定数であるため）。 最終的に、測地線方程式が以下のように得られる。
{\displaystyle \Gamma ^{\lambda }{}_{\mu \nu }{\dot {x}}^{\mu }{\dot {x}}^{\nu }+{\ddot {x}}^{\lambda }=0}